# Franjo Bosanac
Franjo Bosanac, conosciuto anche come Franciscus Bossinensis (Francesco il bosniaco) (1485 – 1535), è stato un compositore probabilmente di origini bosniache.
Sebbene il suo nome suggerisca un'origine bosniaca, questo è un punto di dibattito storico. Alcuni esperti ritengono che lui fosse di origini croate, altri di origini bosniache.
Ha vissuto e lavorato a Venezia e presso la corte degli Estensi. Ha pubblicato due raccolte musicali realizzate con il liuto (contenenti 126 frottole e 46 ricercare), pubblicate dalla tipografia veneziana di Ottaviano Petrucci.
La frottola Io non compro più speranza di Marchetto Cara, raccolta nel suo primo libro, è stata reinterpretata dai The Bastard Sons of Dioniso in occasione dei bootcamp nella seconda edizione di X Factor nel 2009.
È stata reinterpretata anche da Gerolamo Sacco ed inserita in "The Renaissance ep 1".